# 翼舌類
翼舌類（學名：Ptenoglossa）是腹足纲新進腹足類之下的一個海螺的非正式群組。

## 分類
在更早之前，本分類屬於中腹足目或異腹足目。

### 1997年分類
根據1997年的《旁得和林德伯格的腹足類分類》，翼舌次目是吸螺目高腹足亚目的成員，可能是並系群或多系群，包括下列三個總科：
- 瓷螺总科 Eulimoidea Philippi, 1853
- 紫螺总科 Janthinoidea Lamarck, 1812
- 左锥螺总科 Triphoroidea J.E. Gray, 1847

### 2005年分類
本分類是被新進腹足類高腹足類支序之下的非正式群組，原翼舌類及異舌類（Heteroglossa）之下的分類單元都被列為屬於新進腹足類支序之下的目地位未定分支，包括下列三個總科：
- 海蛳螺总科 Epitonioidea
  - 海蛳螺科 Epitoniidae
  - 紫螺科 Janthinidae Lamarck, 1812[2][3]
  - Family Nystiellidae
- 瓷螺总科 Eulimoidea Philippi, 1853
  - 瓷螺科 Eulimidae Philippi, 1853
  - Family Aclididae
- 左锥螺总科 Triphoroidea J.E. Gray, 1847
  - 左锥螺科 Triphoridae J.E. Gray, 1847
  - 蟹寓螺科 Cerithiopsidae：又名右锥螺科
  - Family Newtoniellidae

### 2017年分類
2017年的分類，瓷螺科改屬白彫螺總科之下的成員，改歸玉黍螺目（Littorinimorpha），「瓷螺總科」不再使用。整個分類的成員事實上都被歸類為「新進腹足類之下地位未定分類」，但這些所謂的「地位未定分類」的數量實在太多，因此不少文獻都依然沿用「翼舌類」等舊有分類。

## 外部連結
- 維基物種上的相關：翼舌類
- . Murray-Darling Freshwater Research Centre.   [2017-05-05]. （原始内容存档于2015-03-26）.
- Sea Slug Forum （页面存档备份，存于）